# Tarnowiec (gmina)
Tarnowiec – gmina wiejska w województwie podkarpackim, w powiecie jasielskim. W latach 1975–1998 gmina położona była w województwie krośnieńskim.
Siedziba gminy to Tarnowiec.
Według danych z 30 czerwca 2004 gminę zamieszkiwało 9149 osób.

## Struktura powierzchni
Według danych z roku 2002 gmina Tarnowiec ma obszar 63,1 km², w tym:
- użytki rolne: 72%
- użytki leśne: 18%

Gmina stanowi 7,6% powierzchni powiatu.

## Demografia

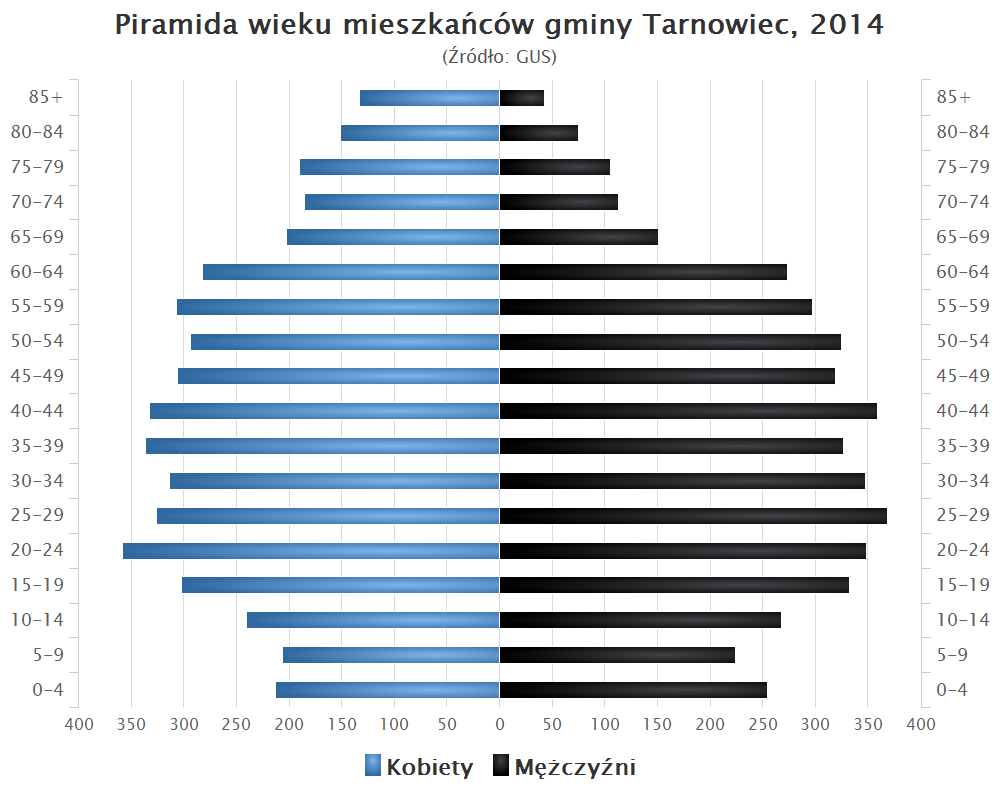
Piramida wieku mieszkańców gminy Tarnowiec w 2014 roku

Dane z 30 czerwca 2004:
| Opis                              | Ogółem | Ogółem | Kobiety | Kobiety | Mężczyźni | Mężczyźni |
| --------------------------------- | ------ | ------ | ------- | ------- | --------- | --------- |
| jednostka                         | osób   | %      | osób    | %       | osób      | %         |
| populacja                         | 9149   | 100    | 4672    | 51,1    | 4477      | 48,9      |
| gęstość zaludnienia (mieszk./km²) | 145    | 145    | 74      | 74      | 71        | 71        |

## Sołectwa
Brzezówka, Czeluśnica, Dobrucowa, Gąsówka, Gliniczek, Glinik Polski, Łajsce, Łubienko, Łubno-Opace, Łubno Szlacheckie, Nowy Glinik, Potakówka, Roztoki, Sądkowa, Tarnowiec, Umieszcz, Wrocanka.

## Sąsiednie gminy
Chorkówka, Dębowiec, gmina Jasło, Jasło, Jedlicze, Nowy Żmigród